# Kaiserwald

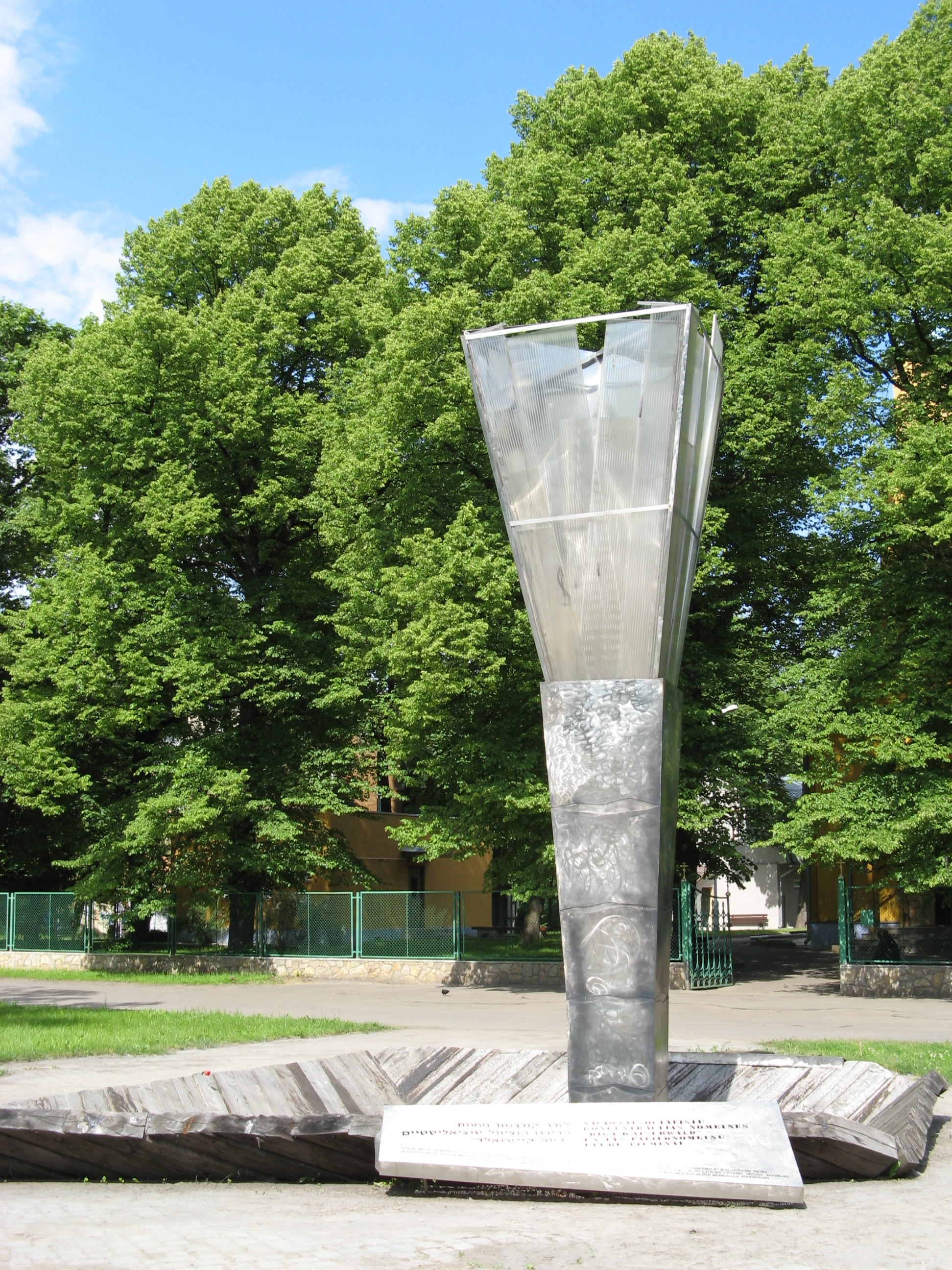
Minnesmärke för Kaiserwalds koncentrationsläger

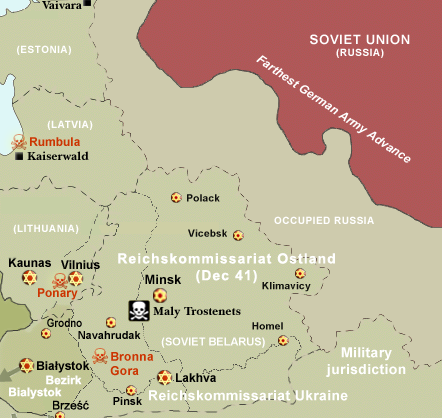
Koncentrationsläger i Reichskommissariat Ostland (markerade med svarta fyrkanter)

Kaiserwald var ett tyskt, nazistiskt koncentrationsläger, beläget i Mežaparks, en förort till Riga i Lettland.  Lägret byggdes i april 1943 och de första internerna utgjordes av dömda förbrytare från Tyskland. Lägret låg under Sicherheitsdienst des Reichsführers SS, kommendant var Eduard Roschmann, och hans närmaste man var Albert Sauer.
Kaiserwald anlades inte som ett utrotningsläger, utan de fängslade använde av tyska företag, särskilt Allgemeine Elektrizitäts-Gesellschaft, som använde kvinnor i lägret som slavarbetskraft för att tillverka bland annat batterier.
När Rigas getto och gettona i Liepāja och Daugavpils upplöstes i juni, fördes judarna tillsammans med dem från Vilnius getto till Kaiserwald. År 1944 uppfördes ett flertal mindre läger i närheten av Riga, vilka lydde under Kaiserwald. Efter Tysklands övertagande av makten i Ungern i mars 1944 deporterades även ungerska judar till Kaiserwald. I mars 1944 hyste Kaiserwald och dess satellitläger omkring 11 900 fångar.
Kaiserwald befriades av Röda armén den 15 oktober 1944. Röda armén kom in på lettiskt territorium den 5 augusti 1944, och tyskarna började därefter att evakuera fångarna i Kaiserwald till Stutthof i Polen. Alla judar under 18 och över 30 mördades, liksom alla som dömts för ett alldeles så litet regelbrott och alla som inte bedömdes överleva transporten till Polen. De återstående fångarna, som också överlevde resan, kom till Stutthof under september månad 1944. Ryssarna använde sedan Kaiserwaldlägret som fångläger för krigsfångar från axelmakterna.